# Ключи (Ключевский район)
Ключи́ — село в Алтайском крае, административный центр Ключевского района. Получило свое название благодаря озеру, которое образовали природные ключи.
Население — 7107 чел. (2021). Основано в 1874 году.

## География
Климат
- Среднегодовая температура воздуха — 3,6 °C
- Относительная влажность воздуха — 68,0 %
- Средняя скорость ветра — 3,2 м/с

По увлажнению территория относится к засушливой зоне. Среднее годовое количество осадков составляет по территории 250—300 мм. Однако в отдельные годы отклонение сумм осадков от нормы бывает очень значительным.
| Среднесуточная температура воздуха в Ключах по данным NASA | Среднесуточная температура воздуха в Ключах по данным NASA | Среднесуточная температура воздуха в Ключах по данным NASA | Среднесуточная температура воздуха в Ключах по данным NASA | Среднесуточная температура воздуха в Ключах по данным NASA | Среднесуточная температура воздуха в Ключах по данным NASA | Среднесуточная температура воздуха в Ключах по данным NASA | Среднесуточная температура воздуха в Ключах по данным NASA | Среднесуточная температура воздуха в Ключах по данным NASA | Среднесуточная температура воздуха в Ключах по данным NASA | Среднесуточная температура воздуха в Ключах по данным NASA | Среднесуточная температура воздуха в Ключах по данным NASA | Среднесуточная температура воздуха в Ключах по данным NASA |
| Янв                                                        | Фев                                                        | Мар                                                        | Апр                                                        | Май                                                        | Июн                                                        | Июл                                                        | Авг                                                        | Сен                                                        | Окт                                                        | Ноя                                                        | Дек                                                        | Год                                                        |
| −15,0 °C                                                   | −13,3 °C                                                   | −7,2 °C                                                    | 5,3 °C                                                     | 14,4 °C                                                    | 19,4 °C                                                    | 21,2 °C                                                    | 19,1 °C                                                    | 12,4 °C                                                    | 4,5 °C                                                     | −6,2 °C                                                    | −12,1 °C                                                   | 3,6 °C                                                     |
| ---------------------------------------------------------- | ---------------------------------------------------------- | ---------------------------------------------------------- | ---------------------------------------------------------- | ---------------------------------------------------------- | ---------------------------------------------------------- | ---------------------------------------------------------- | ---------------------------------------------------------- | ---------------------------------------------------------- | ---------------------------------------------------------- | ---------------------------------------------------------- | ---------------------------------------------------------- | ---------------------------------------------------------- |

## Население
| 1939  | 1959  | 1970  | 1979  | 1989  | 1997  | 1998  | 1999  | 2000  |
| ----- | ----- | ----- | ----- | ----- | ----- | ----- | ----- | ----- |
| 4829  | ↗7054 | ↗7685 | ↗7890 | ↗8248 | ↗8734 | ↗8838 | ↗8927 | ↗9299 |
| 2001  | 2002  | 2003  | 2004  | 2005  | 2006  | 2007  | 2008  | 2009  |
| ↗9349 | ↘9162 | ↗9310 | ↗9352 | ↘9208 | ↘9152 | ↘9054 | ↘8979 | ↘8918 |
| 2010  | 2011  | 2012  | 2021  |       |       |       |       |       |
| ↘8892 | ↘8865 | ↘8771 | ↘7107 |       |       |       |       |       |

## Экономика
Крупнейшее предприятие села и района — «Ключевский элеватор» — входит в состав экспортного союза «SEUS». Имеет возможность хранения до 200 000 тонн сельхозпродукции.

#### Транспорт
С другими территориями и населёнными пунктами связан несколькими автомобильными дорогами.
Наиболее важные:
- К03 соединяющий Кулундинский район и Михайловский район.

В с. Ключи имеется автостанция, автобусными рейсами можно добраться до Барнаула, Павлодара, Славгорода, Рубцовска, Новосибирска.

## Культура
Функционируют 2 общеобразовательные средние школы, детсады, библиотеки, больницы, православный приход Алексиевской церкви, профессиональный лицей имени А.В. Гукова, коррекционная школа-интернат, спортивная школа, школа искусств, Футбольная школа Смертина, футбольная команда «Юность-Элеватор», хоккейная команда «Дорожник».

## Средства массовой информации

#### Эфирное телевидение представлено эфирными телеканалами
- 4 твк — Первый канал
- 8 твк — Россия 1 / ГТРК Алтай
- 49 твк — Пятый канал
- 34 твк — Матч ТВ
- 21 твк — Катунь 24
- 40 твк — 1 цифровой мультиплекс
- 44 твк — 2 цифровой мультиплекс

#### Радио
- 103.2 Радио России / ГТРК Алтай
- 104.5 Милицейская волна / Катунь фм

#### Печатные издания
В районом центре регулярно выходит в печать газета «Степной маяк»

## Памятники культурного наследия
Достопримечательности района представлены памятниками культурного наследия, расположенными в населённых пунктах района, в том числе археологическими (древние курганы) и памятниками природы краевого значения, а именно: оз. Шукыртуз, оз. Бульдюк, оз. Куричье и урочище Касалгач.